# Jean Ango
Jean Ango, ou Jean Angot (Dieppe, c. 1480 — Dieppe, 1551) foi um armador francês que forneceu embarcações a Francisco I de França para as suas explorações ao redor do globo.

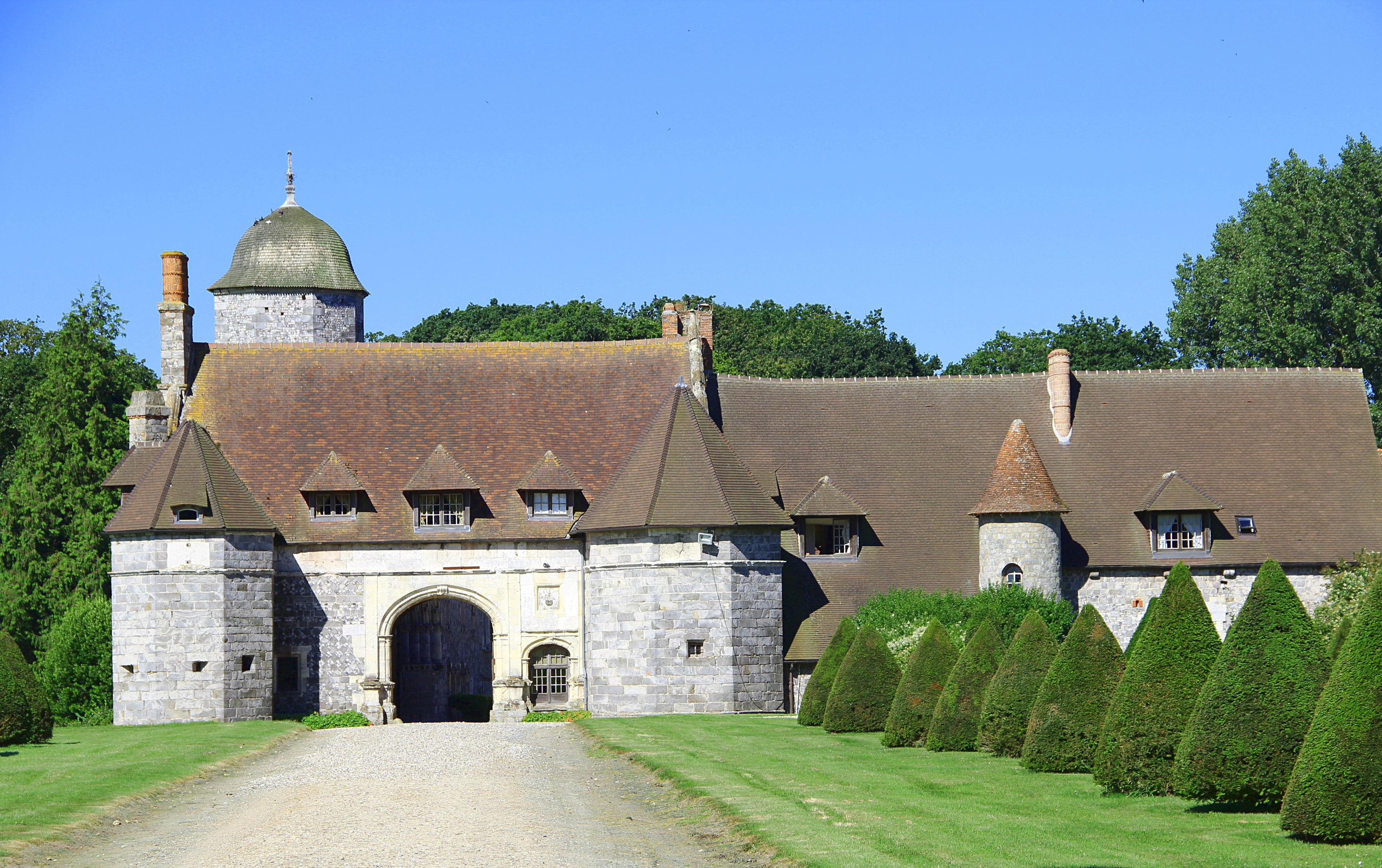
Vista da ala oeste do Manoir d'Ango para Varengeville-sur-Mer.

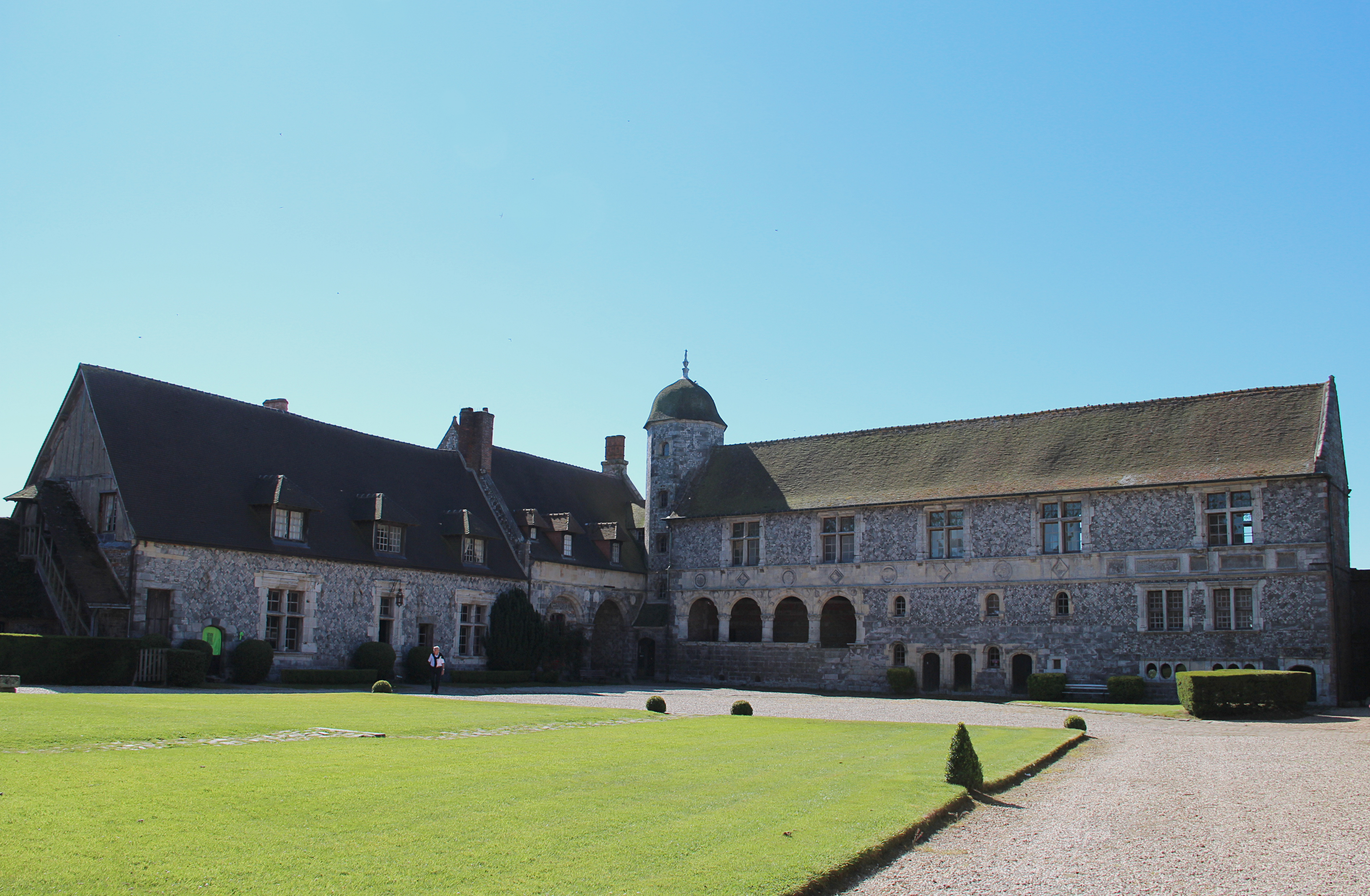
Vista do pátio e as asas leste e sul da Manoir d'Ango para Varengeville-sur-Mer.

## Biografia
Nascido em Dieppe, Ango assumiu os negócios de seu pai, e aventurou-se no comércio de especiarias com a costa da África e a Índia, tornando-se um dos primeiros franceses a contestar o monopólio da Espanha e de Portugal. Era considerado como um corsário pelos espanhóis e como pirata pelos portugueses, em virtude da política de "mare clausum" praticada pelas nações ibéricas com fundamento no Tratado de Tordesilhas (1494). Este diploma, embora reconhecido pelo Papa Júlio II, em 1506, através da bula "Ea Quae Pro Bono Pacis", jamais foi reconhecido pelas demais potências européias, por ele excluídas das conquistas e riquezas do Novo Mundo.
Com o apoio da rainha Margarida de Navarra, irmã de Francisco I de França, de quem era amigo íntimo, chegou a controlar, isolada ou conjuntamente, uma frota de 70 navios, número respeitável à época.
Em 1521 foi agraciado com o título de visconde de Dieppe.
Em 1533, após uma visita do soberano à sua mansão na Normandia, foi nomeado governador de Dieppe, cidade com 40 mil habitantes, o mais importante porto marítimo do reino à época.
À época da morte do rei (1547), Ango tornou-se vítima de seus rivais, sendo detido em 1549, durante algum tempo, sob a acusação de má conduta em função pública.
Ango, em sua obra, "La chanson des pilotes", é um dos primeiros autores europeus a descrever o uso do tabaco.
Foi acusado por João Calvino de fazer parte da seita dos Libertinos ou Iluministas.
À época de sua morte encontrava-se à beira da falência, após ter sido instado a participar de um projeto de uma Armada real.

## Obra
A considerável frota de Ango assegurou à França, sob o reinado de Francisco I, um lugar na Era dos Descobrimentos.
Francisco I, amigo íntimo de Ango, recorreu a essas embarcações para promover a guerra de corso contra navios de Espanha e da Inglaterra. Em 1523 um dos seus comandantes, Jean Fleury, apresou três galeões que transportavam tesouros dos Astecas que Hernán Cortés enviava do México para o Imperador Carlos V, na Espanha. Posteriormente, o soberano autorizou Ango a responder ao confisco que Portugal vinha fazendo de suas embarcações. Ango passou a assediar a frota Portuguesa no Oceano Atlântico, tendo mesmo ameaçado bloquear o porto de Lisboa. Finalmente, em 1531, João III de Portugal, através de seu embaixador, concordou em pagar indenizações a Francisco I.
No tocante à exploração do globo:
- em 1524 armou o "Dauphine", embarcação em que o florentino Giovanni da Verrazano em busca da Passagem do Noroeste, percorreu a costa leste da América do Norte, ocasião em que explorou a baía do rio Hudson (batizada como "Angoulesme") e o local da futura cidade de Nova York.
- em 1526, sob os auspícios do almirante Philippe Chabot, armou três embarcações visando ultrapassar o cabo da Boa Esperança, para alcançar o Oriente. Sob o comando de Verrazano, juntamente com o irmão Girolamo, partiram em junho. Uma violenta tempestade e um motim impedem o progresso dos irmãos Verrazano, mas o terceiro navio atingiu o Oceano Índico. Ali alcançou Madagascar de onde se dirigiu para Nordeste, alcançando Sumatra, para então regressar às Maldivas. No regresso, a embarcação naufragou em Madagascar, e poucos sobreviventes lograram alcançar a costa de Moçambique. Enquanto isso, os irmãos Verrazano navegaram pela costa da África, para rumar até à costa do Brasil, onde fizeram carga de pau-brasil no litoral de Pernambuco. Em setembro de 1527 regressavam à França.
- em 1529 armou o "Pensée" e o "Sacre", embarcações em que os irmãos Jean e Raoul Parmentier atingiram a costa de Sumatra, em busca do arquipélago das Molucas. Esse feito náutico entusiasmou Francisco I, que enviou nova expedição em 1531, afirmando-se desde então a presença francesa na Ásia.
- envolveu-se na exploração da Terra Nova por Thomas Aubert;
- Em 1534, armou a expedição de Jacques Cartier que, contornando a Terra Nova, descobriu a embocadura do rio São Lourenço, navegando até Hochelaga, local em que viria a prosperar a cidade de Montreal.

## Ango e o Brasil
Ango envolveu-se com a costa do Brasil, por solicitação do almirante Chabot, que queria incentivar a colonização da América e já tinha enviado uma expedição francesa aquela costa.
Aqui, as suas embarcações mantinham uma ativa exploração de pau-brasil junto aos indígenas no litoral dos atuais estados do Rio Grande do Norte, Pernambuco e Paraíba. Já em 1509, havia sido registrada em Rouen a presença de indígenas brasileiros, ali chegados com um dos capitães a serviço de sua frota, Thomas Aubert.
Estima-se que os corsários e as companhias de armadores na Bretanha - onde os portos mais ativos eram Honfleur e Dieppe -, tendo à frente Jean Ango, tenham tomado a súditos portugueses entre 200 a 300 navios e cerca de quatro milhões de cruzados em ouro, onde o episódio da nau La Pellerine, no litoral de Pernambuco, é apenas um exemplo.
Essa dinâmica atividade francesa no litoral brasileiro foi duramente reprimida pela ação de Cristóvão Jacques na década de 1520. Considerando-se injustamente prejudicado, e sem que as suas reclamações fossem atendidas pela Coroa Portuguesa, Francisco I de França passou carta de marca a Jean Ango, autorizando-o a atacar navios portugueses para se indenizar dos prejuízos sofridos. Esse fato fez com que D. João III enviasse a Paris como embaixador a Antônio de Ataíde, com instruções para obter a revogação da Carta, o que foi feito, segundo diversos autores, à custa de presentes e subornos.
Por pouco tempo durou a trégua, logo tendo se reiniciado as incursões francesas. A França, em guerra contra o Imperador Carlos V, dependia dos interesses da sua burguesia no comércio interoceânico, beneficiando-se a Coroa indiretamente, uma vez que os bens apreendidos pelos corsários eram vendidos por conta da Coroa. As boas relações diplomáticas seriam mantidas entre a França e Portugal, e, da missão de Rui Fernandes em 1535 resultou a criação de um tribunal de presas franco-português na cidade portuária de Baiona que teve curta duração, sendo suspenso pelas divergências nele verificadas.
Posteriormente, Henrique II de França, filho e sucessor de Francisco I, proibiu expedições francesas a domínios de Portugal (1543). Essa providência também não seria duradoura, haja vista os projetos da França Antártica (1555) e da França Equinocial.